# Võ Thị Ánh Xuân
Võ Thị Ánh Xuân (født 8. januar 1970) er en vietnamesisk politiker, valgt for Det kommuniststiske parti i Vietnam der er fungerende Præsident i Vietnam efter at  Nguyễn Xuân Phúc trak sig tilbage 18. januar 2023 efter en række korruptionsskandaler. Hun blev valgt til Vietnams vicepræsident den 6. april 2021 efter at have vundet 93,13 % af stemmerne i nationalforsamlingen, hvilket fortsatte den nylige norm om at have en kvinde i denne stilling. Hun er i øjeblikket medlem af partiets centralkomité, sekretær for partikomiteen i An Giang-provinsen og leder af nationalforsamlingens delegerede delegation i provinsen. Xuân er den yngste vicepræsident i Vietnam siden 1945.